# Illadopsis
Illadopsis é um género de ave da família Pellorneidae, cujas espécies costumam ser comummente conhecidas como «iladópsis» ou «falsos-tordos».

## Etimologia
Do que toca ao nome «iladópsis», aportuguesamento do nome genérico Illadopsis, o mesmo resulta da aglutinação dos étimos gregos clássicos Ἰλιάς (illas), que significa «tordo» e ὄψις (opsis), que é um sufixo que se usa para veicular a ideia de parecença ou semelhança.

## Espécies
Este género contém as seguintes espécies:
- Illadopsis cleaveri
- Illadopsis albipectus
- Illadopsis rufescens
- Illadopsis puveli
- Illadopsis rufipennis
- Illadopsis distans
- Illadopsis fulvescens
- Illadopsis pyrrhoptera
- Illadopsis turdina